# Susanne Nielsson
Susanne Schultz Nielsson, później Feldsgaard i Hansen (ur. 8 lipca 1960 w Aarhus) – duńska pływaczka, dwukrotna olimpijka. Srebrna medalistka mistrzostw Europy i brązowa mistrzostw świata.
Dwukrotnie startowała na igrzyskach olimpijskich: w 1976 i 1980 roku. W 1980 na igrzyskach w Moskwie zdobyła brązowy medal na 100 metrów stylem klasycznym. Na tych samych igrzyskach zajęła także 4. miejsce na 200 metrów także stylem klasycznym.
Na Mistrzostwach Świata 1978 w Berlinie zdobyła brązowy medal na 200 metrów stylem klasycznym.
Na Mistrzostwach Europy 1977 w Jönköping w konkurencji 200 metrów stylem klasycznym zdobyła srebrny medal, ustępując tylko reprezentantce ZSRR Julii Bogdanowej.